# Нергеети
Нергеети (груз. ნერგეეთი) — село в Грузии, в муниципалитете Багдати в крае Имеретия.

## География
Нергеети расположены на берегу реки Ханисскали (левый приток реки Риони). Высота над уровнем моря — 220 метров. Находятся в 3 километрах от Багдати.

## Население
По данным на 2014 год в селе проживало 1001 человек.

### Демография
| Год переписи | Население | Мужчины | Женщины |
| ------------ | --------- | ------- | ------- |
| 2002         | 295       | 142     | 153     |
| 2014         | 1001      | 495     | 506     |